# Literatura proletária sueca

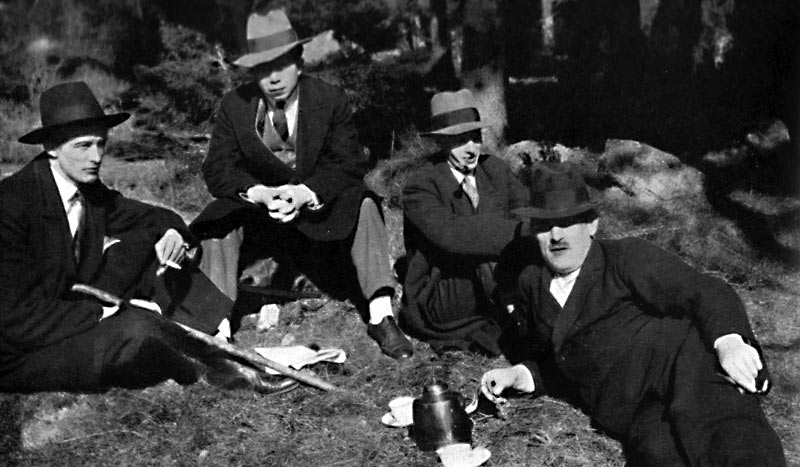
Os jovens escritores Rudolf Värnlund, Ivar Lo-Johansson e Eyvind Johnson visitam Gustav Hedenvind-Eriksson em Flysta nos arredores de Estocolmo nos finns dos anos 20

A literatura proletária sueca – em sueco proletärlitteratur – é uma corrente literária dos anos 30 na Suécia, produzida por escritores de origem trabalhadora. 

Estes escritores eram frequentemente autodidatas, e nas suas obras descreviam o dia a dia dos trabalhadores, exprimindo experiências, vivências, atitudes e valores da classe trabalhadora.
Os nomes mais apontados costumam ser os de Ivar Lo-Johansson, Harry Martinson, Eyvind Johnson, Jan Fridegård e Vilhelm Moberg, assim como Gustav Hedenvind-Eriksson, Artur Lundkvist, Josef Kjellgren e Rudolf Värnlund.

## Escritores proletários
- Ivar Lo-Johansson
- Harry Martinson
- Eyvind Johnson
- Jan Fridegård
- Vilhelm Moberg

- Artur Lundkvist
- Josef Kjellgren
- Rudolf Värnlund
- Dan Andersson
- Gustav Hedenvind-Eriksson
- Martin Koch
- Moa Martinson
- Folke Fridell